# 多瘤齒獸目
多瘤齒獸目（学名：Multituberculata）為一種早期的哺乳動物，生存了相當長的一段時間，最後在漸新世完全滅絕了。
多瘤齒獸類生存了超過1億年的時間，因此常常被生物學家認為是最成功的哺乳類之一。與齧齒類相似，牠們第一次出現在侏儸紀早期（約1億8100萬年前），而且在白堊紀大滅絕中存活下來，最後在漸新世早期（約3500萬年前）完全滅絕。

## 下级分类
本目包括以下亚目：
- †土鼠亚目 Cimolodonta 
  - 总科 †Djadochtatherioidea 
    - 科 †Djadochtatheriidae 
      - †Catopsbaatar
      - †Djadochtatherium
      - †Guibaatar
      - †Kryptobaatar
      - †Mangasbaatar
      - †Tombaatar

    - 科 †Sloanbaataridae

  - 总科†Ptilodontoidea
  - 总科 †Taeniolabidoidea
- †斜沟齿兽亚目 Plagiaulacida 
  - 科 †Albionbaataridae
  - 科 †Allodontidae
  - 始俊兽科 †Eobaataridae
  - 科 †Paulchoffatiidae
  - 科 †Pinheirodontidae
  - 科 †Plagiaulacidae
  - 科 †Zofiabaataridae

存疑分类
- †冈瓦那兽类 Gondwanatheria [1][2]